# Aponia insularis
Aponia insularis là một loài bướm đêm trong họ Crambidae.